# Heuscheuergebirge

Heuscheuergebirge (Nr. 26) innerhalb der Sudeten

Das Heuscheuergebirge (polnisch Góry Stołowe, tschechisch Stolové hory, auch Hejšovina) ist ein Teil der Mittelsudeten in Polen. Es gehört zum Glatzer Kessel in Niederschlesien im westlichen Teil der ehemaligen Grafschaft Glatz. Im Westen und Norden grenzt es unmittelbar an Tschechien, wohin einige Ausläufer ausgreifen. Es steht in Polen als Nationalpark Góry Stołowe unter besonderem Schutz.

## Geografie
An das Heuscheuergebirge grenzt im Südosten das Adlergebirge und das Habelschwerdter Gebirge, von denen es durch das Tal der Reinerzer Weistritz (Bystrzyca Dusznicka) und den Hummelpass getrennt ist. Im Süden verlaufen die Wzgórza Lewinskie (Lewiner Bergland) und im Nordwesten schließt sich der langgezogene Gebirgszug des Falkengebirges (Broumovské Stěny) mit dem 773 m hohen Barzdorfer Spitzberg (Božanovský Špičák) an. Zwischen dem Heuscheuergebirge und dem nordöstlich gelegenen Eulengebirge liegt das breite Flusstal der Steine (Ścinawka).
Ausgangspunkt zur Heuscheuer ist Karłów (Karlsberg), das unterhalb der Großen Heuscheuer liegt und über die Woiwodschaftsstraße 387 erreicht wird. Die zum Heuscheuergebirge gehörende Felsenstadt Błędne Skały (Wilde Löcher; tschechisch „Divoké ďoury“) wird über eine Abzweigung erreicht bzw. alternativ über Czermna (Tscherbeney) von Bukowina Kłodzka (Bukowine) aus.
Umgeben ist das Heuscheuergebirge von den Ortschaften Pasterka (Passendorf) im Norden, Radków (Wünschelburg) und Ratno Dolne (Niederrathen) im Nordwesten, Wambierzyce (Albendorf) im Osten, Polanica-Zdrój (Bad Altheide) und Szczytna (Rückers) im Südosten, Łężyce (Friedersdorf), Duszniki-Zdrój (Bad Reinerz) und Lewin Kłodzki (Lewin) im Süden, Jeleniów (Gellenau), Kudowa-Zdrój (Bad Kudowa) und Czermna im Südwesten sowie Pstrążna (Straußeney) und Ostra Góra (Nauseney) im Westen.
Jenseits der Grenze zu Tschechien, die im Westen und Norden des Heuscheuergebirges verläuft, liegen Žďárky (Kleinbrand) und Vysoká Srbská (Hochsichel) im Westen, Nízká Srbská (Niedersichel), Bezděkov (Bösig an der Mettau) und Machov (Machau) im Nordwesten sowie Božanov (Barzdorf) und Otovice (Ottendorf) im Nordosten.
Durch das Heuscheuergebirge verläuft die Wasserscheide zwischen Ost- und Nordsee. Die Bäche der östlichen Gebirgshälfte fließen der Steine und der Reinerzer Weistritz zu und damit der Ostsee. Die Bäche der westlichen Gebirgshälfte entwässern über die bei den Wilden Löchern entspringende Židovka (Sichler Bach) und die Czermnica (Tscherbeneyer Bach), welche ein linker Nebenfluss der Brlenka ist, in die Metuje (Mettau) und münden somit in die Nordsee. Das Gleiche gilt für die aus dem Heuscheuergebirge kommenden rechten Nebenflüsse der Bystra (Schnelle), die ebenfalls in die Metuje mündet.

## Beschreibung
Der deutsche Name des Gebirges leitet sich von den Tafelbergen der Großen Heuscheuer (919 m n.p.m.; polnisch Szczeliniec Wielki, tschechisch Velká Hejšovina), und der Kleinen Heuscheuer (895 m n.p.m.; polnisch Szczeliniec Mały) ab, die mit ihrer Form an riesige Heuscheuern erinnern und auch die höchsten Erhebungen darstellen. Der polnische Name Góry Stołowe bedeutet hingegen „Tafelgebirge“. Das Gebirge weist zahlreiche markante Sandsteinfelsen auf, die dramatische Klüfte, Schluchten und Türme bilden. 
Das Heuscheuergebirge wurde 1790 durch Franz Pabel aus Karlsberg touristisch erschlossen und im selben Jahr vom preußischen König Friedrich Wilhelm II. aufgesucht. Um die preußische Grenze nach Böhmen zu sichern, ließ der König auf der Großen Heuscheuer das Fort Karl errichten, womit er den Major und späteren General Bonaventura von Rauch beauftragt hatte. Der Major von Rauch konnte dort am 28. August 1790, dem 41. Geburtstag des Dichters, Johann Wolfgang von Goethe empfangen. Nachdem Goethe die Heuscheuer im Rahmen seiner mehrwöchigen Reise nach Schlesien bestiegen hatte, verfasste er anschließend eine geologische Beschreibung. 
Das Klettern ist im Heuscheuergebirge eingeschränkt möglich.

## Sehenswürdigkeiten
- Wallfahrtsort Wambierzyce (Albendorf)
- Freilichtmuseum für Volksarchitektur in Pstrążna (Straußeney), mit originalgetreu wiederaufgebauten Bauernhäusern aus der Gegend
- Schädelkapelle (Kaplicza czaszek) in Czermna (Tscherbeney)

Felsformationen
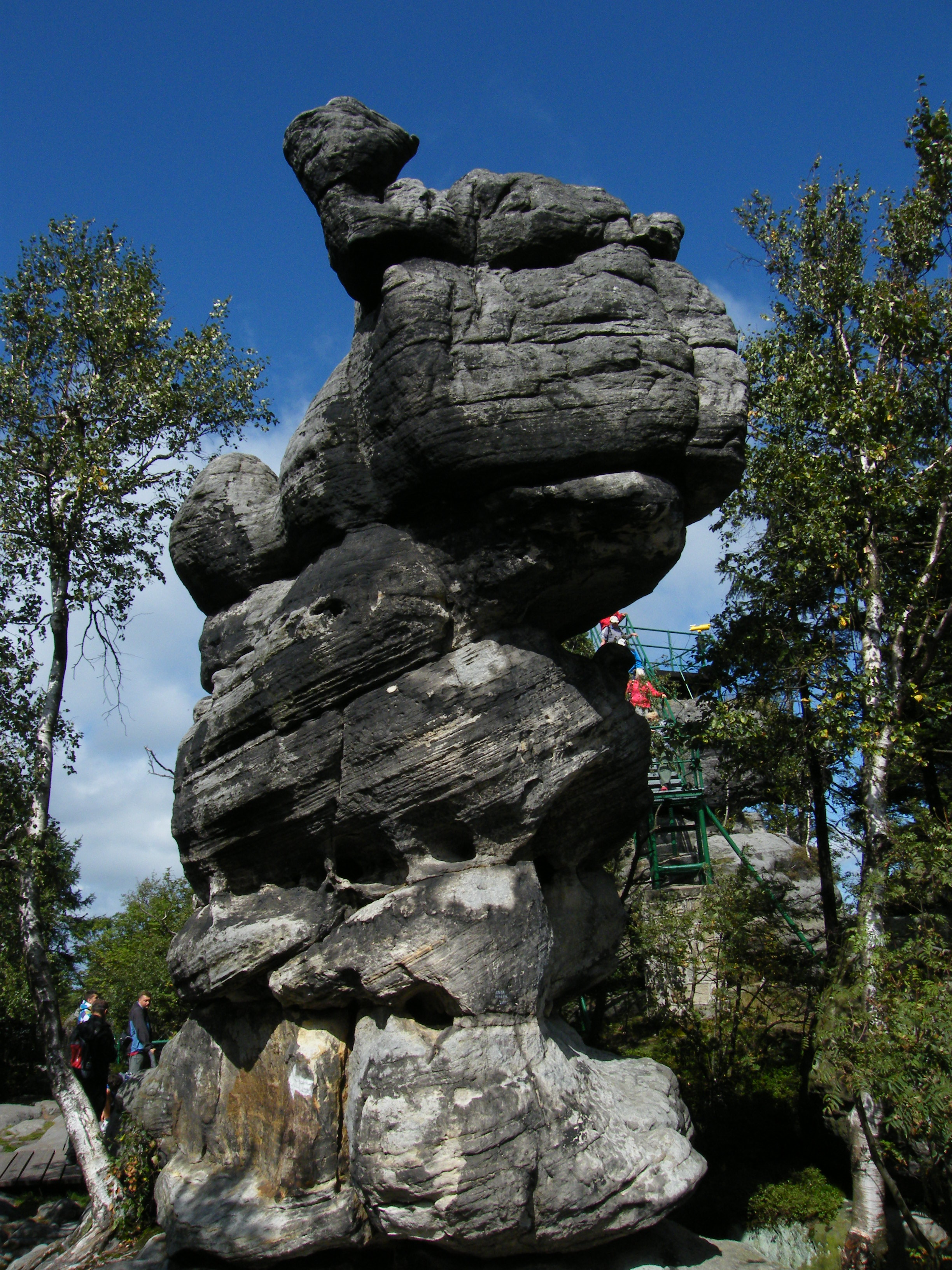
Felsformation Giraffe
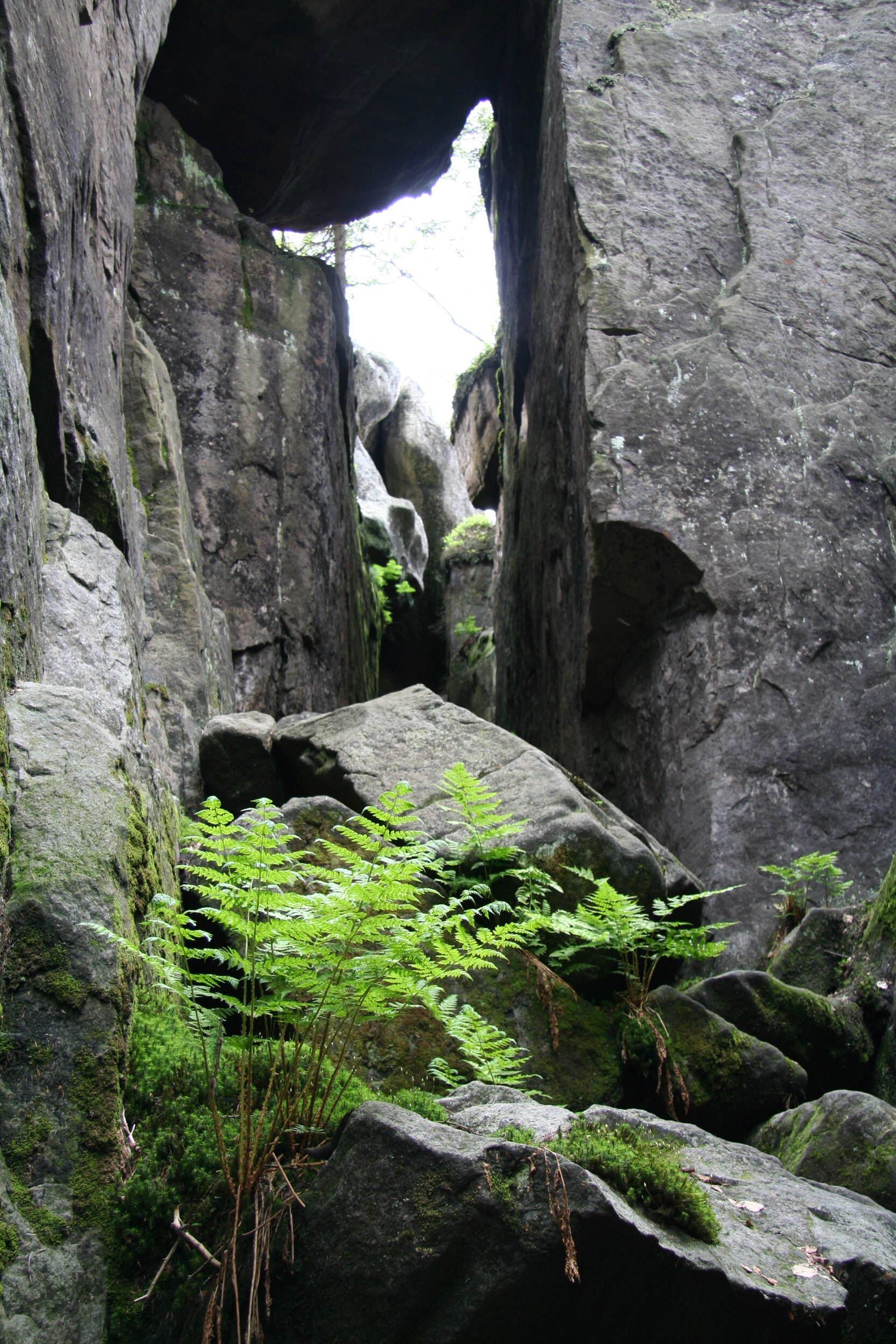
Felsenstadt
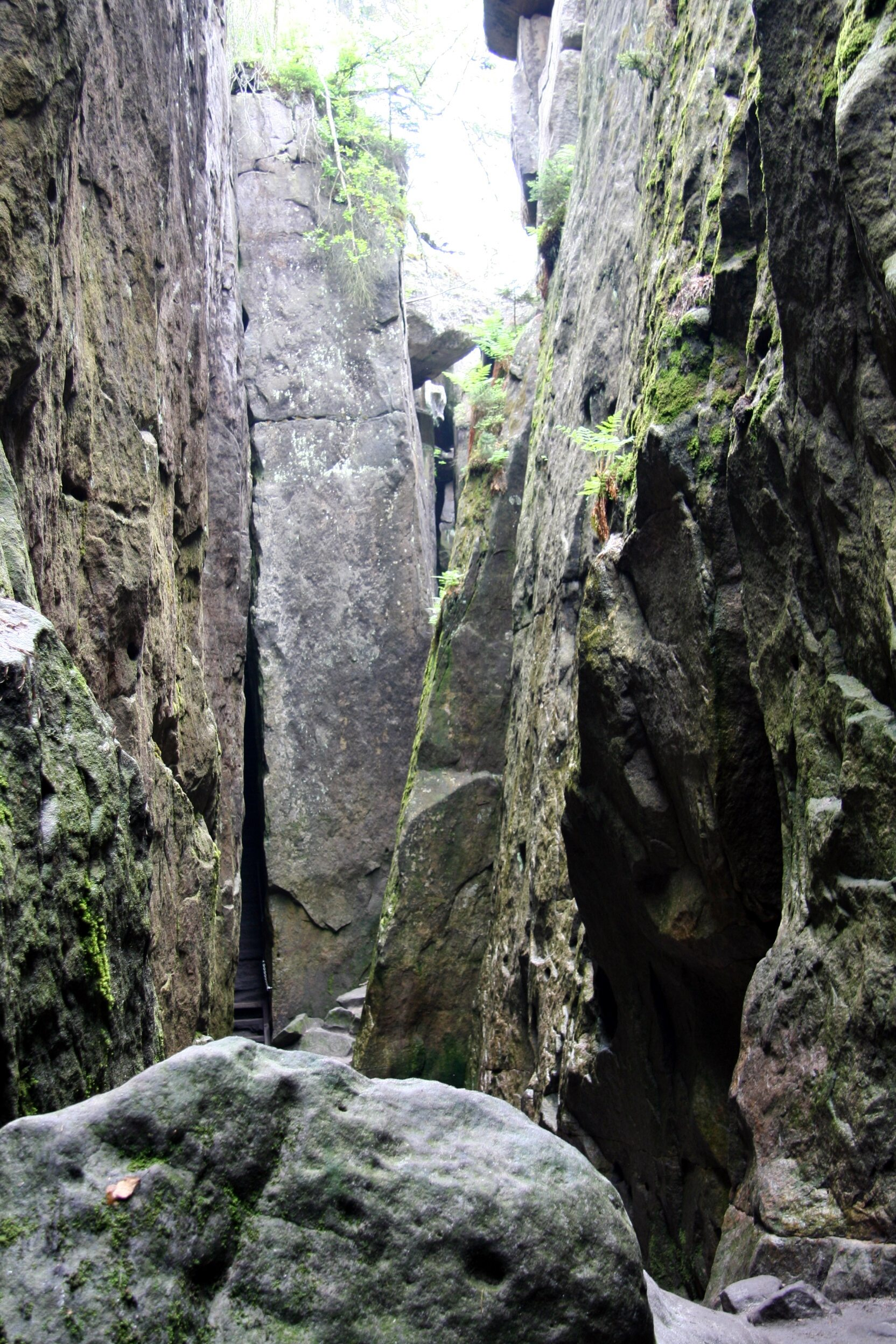
Felsenstadt
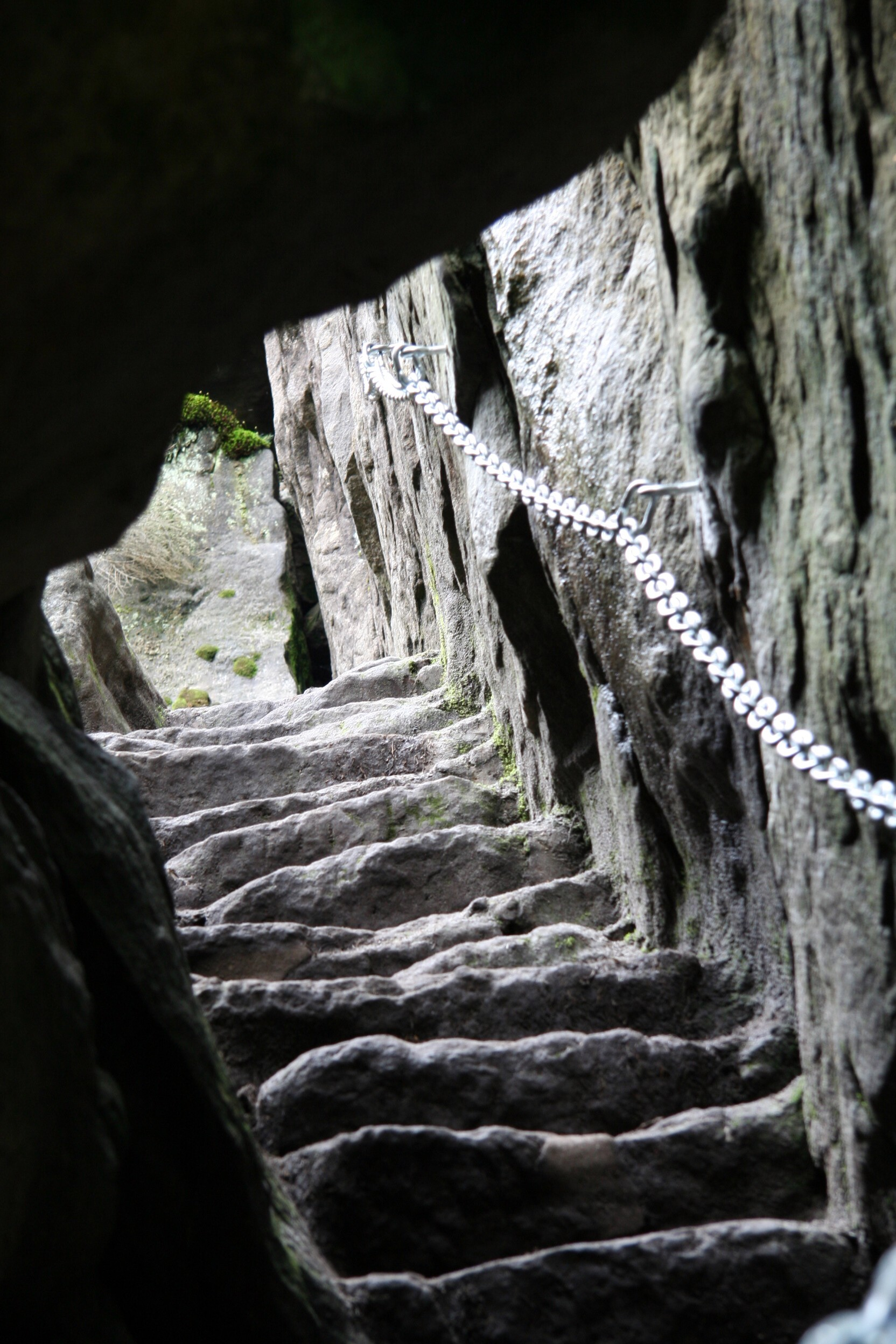
Im Felslabyrinth